# Cotton Belt

Der Cotton Belt

Der Cotton Belt ist eine Belt-Region im Süden der USA, in der im 19. und 20. Jahrhundert hauptsächlich Baumwolle angepflanzt wurde. 
Der Cotton Belt liegt ganz oder teilweise in folgenden Staaten:
North Carolina, South Carolina, Georgia, Alabama, Mississippi, Tennessee, Arkansas, Louisiana, Texas, Oklahoma, Missouri, Kentucky, Florida, und Virginia. 
In Teilen dieser Region wird zwar auch heute noch Baumwolle angebaut, jedoch nicht mehr als Hauptertragspflanze. 